# HD 177178
HD 177178，又名BD+01 3865，SAO 124203、HR 7214，是一颗恒星，视星等为5.83，位于銀經35.93，銀緯-1.86，其B1900.0坐标为赤經18h 58m 28.7s，赤緯+1° -1.86′ 27″。